# 帝師
帝師（ていし）とは、漢字文化圏における称号の一つ。原義としては「帝王の老師」であるが、特に元代においては仏教界を統べるチベット仏教サキャ派僧の称号として用いられた。

## 大元ウルスの帝師
1. ドグン・チューギェン・パクパ（Gro-mgon chos-rgyal 'phags-pa）
2. リンチェン・ギェンツェン（Rin-chen rgyal-mtshan）
3. ダルマパーラ・ラクシタ（Dharmapala rakshita）
4. イェシェー・リンチェン（Ye-shes rin-chen）
5. タクパ・オーセル（Grags-pa 'od-zer）
6. ジャムヤン・リンチェン・ギェンツェン（Jam-dbyangs rin-chen rgyal-mtshan）
7. サンギェパル（Sangs-rgyas-dpal）
8. クンガ・ロドゥ・ギェンツェン・パルサンポ（Kun-dga' blo-gros rgyal-mtshan dpal-bzang-po）
9. クンガ・レクペー・ジュンネー・ギェンツェン・パルサンポ（Kun-dga' legs-pa'i 'byung-gnas rgyal-mtshan dpal-bzang-po）
10. リンチェン・タシー（Rin-chen bkra-shis）
11. クンガ・ギェンツェン・パルサンポ（Kun-dga' rgyal-mtshan dpal-bzang-po）
12. ソナム・ロドゥ（bSod-nams blo-gros）
13. ナムギェン・パルサンポ（rNam-rgyal dpal-bzang-po）[1]

## 明代の帝師
- 洪武帝：劉伯温
- 建文帝：方孝孺
- 万暦帝：張居正
- 泰昌帝：葉向高
- 天啓帝：孫承宗
- 崇禎帝：文震孟

## 清代の帝師
- 順治帝：玉林通琇・湯若望
- 康熙帝：范承謨・湯若望・陳廷敬・彭而述・南懐仁
- 雍正帝：鞏建豊・何世璂・徐元夢・蔣廷錫
- 乾隆帝：朱軾・張廷玉・嵆曽筠・潘仕権・ロルペー・ドルジェ（羅桑班殿丹畢蓉梅）・張照
- 嘉慶帝：劉尊和・王爾烈・周煌・戴聯奎
- 道光帝：戴聯奎・曹振鏞
- 咸豊帝：匡源・杜受田・翁心存
- 同治帝：劉崐・李鴻藻・翁同龢
- 光緒帝：李鴻藻・翁同龢・孫家鼐・夏同善
- 宣統帝：李殿林・陳宝琛・荘士敦・鄭孝胥